# 長野県道187号伊那富辰野停車場線
長野県道187号伊那富辰野停車場線（ながのけんどう187ごう いなとみたつのていしゃじょうせん）は、長野県上伊那郡辰野町を走る一般県道。

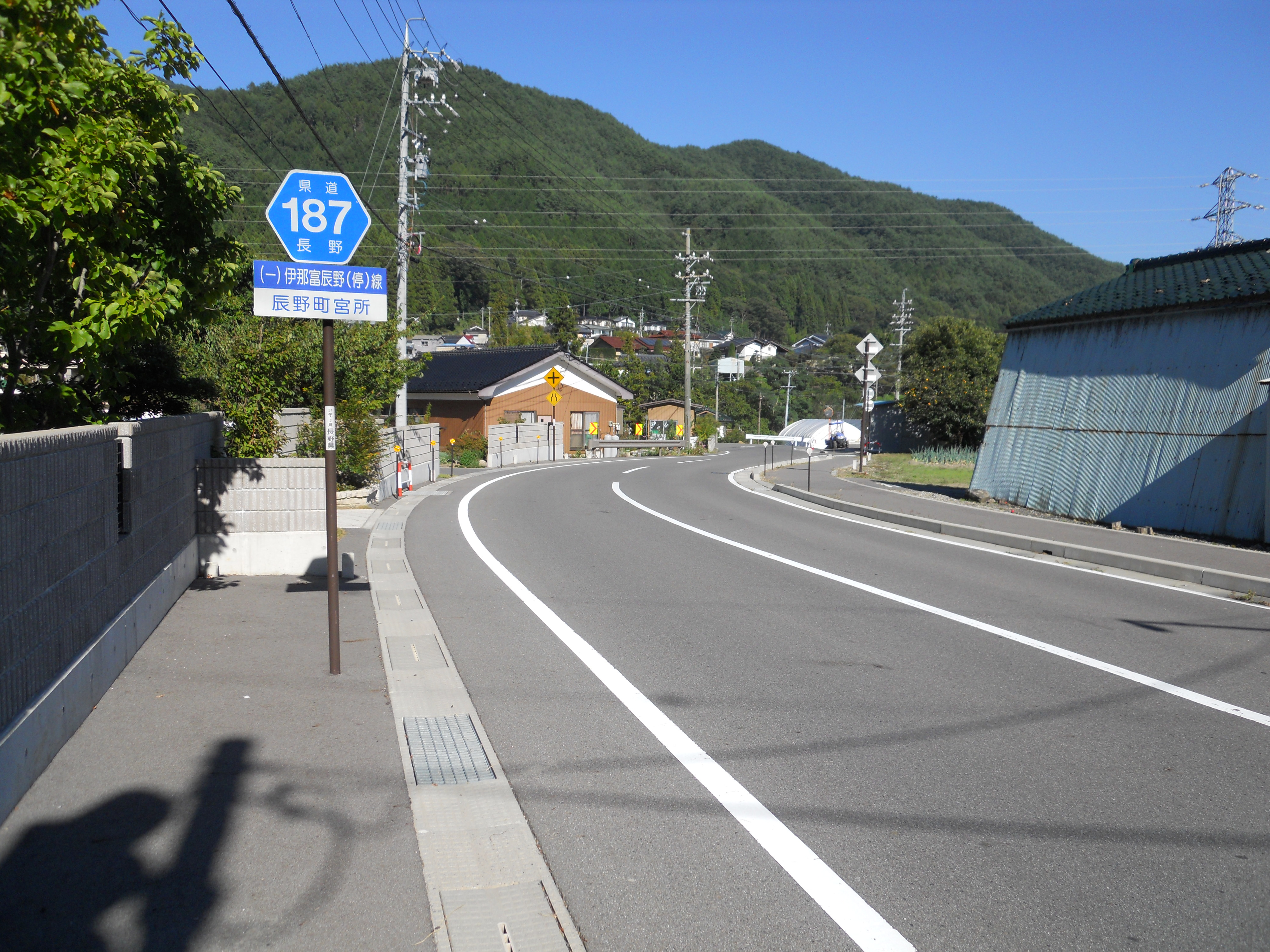
辰野町宮所

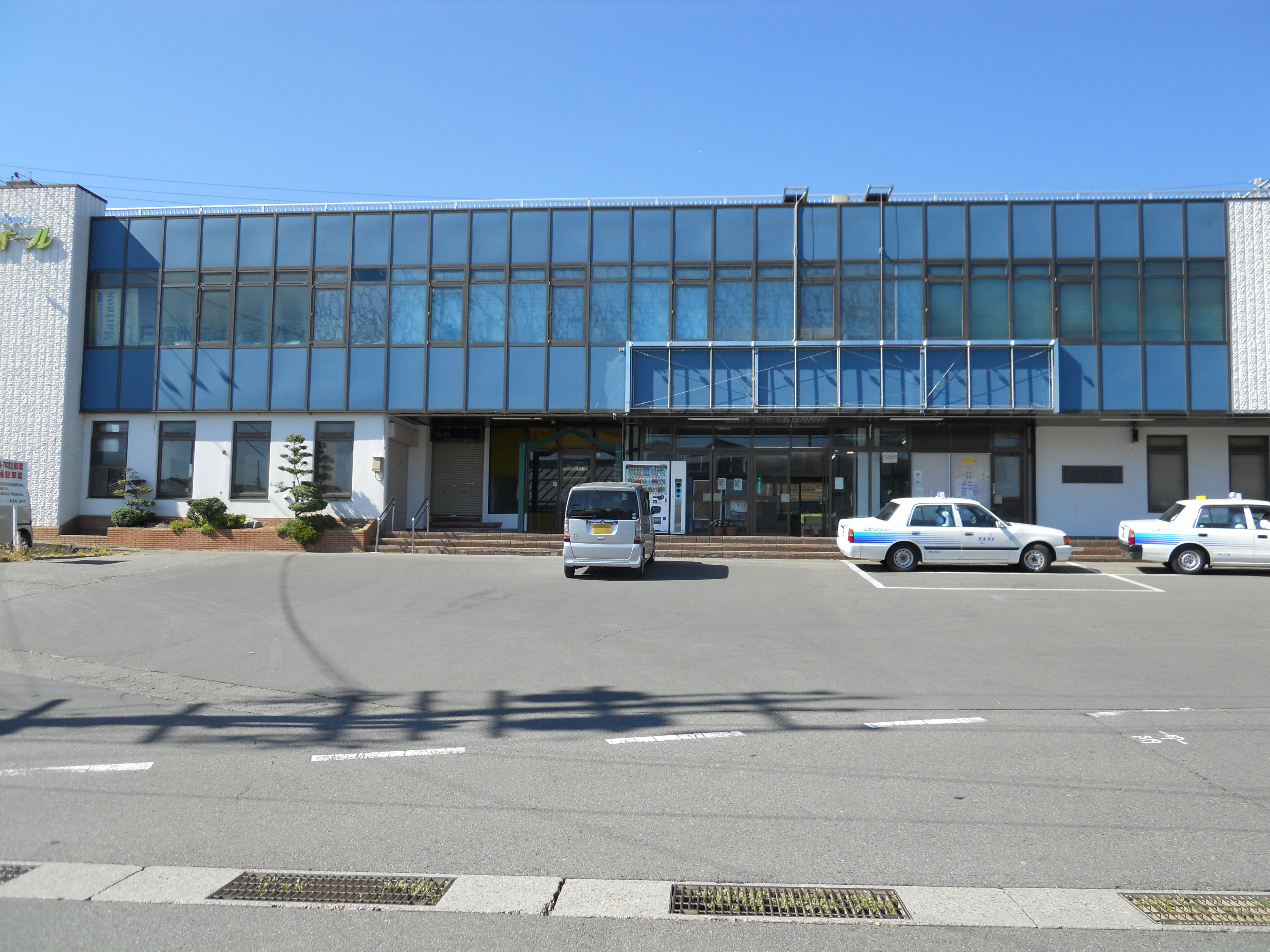
辰野駅（終点）

## 概要

### 路線データ
- 起点 : 長野県上伊那郡辰野町大字伊那富（宮所交差点＝国道153号交点）
- 終点 : 辰野停車場（中央本線・飯田線）

## 地理

### 交差する道路
- 国道153号
- 長野県道14号下諏訪辰野線 (中央交差点)
- 長野県道19号伊那辰野停車場線 (同上)